# Železniško postajališče Podčetrtek Toplice
Železniško postajališče Podčetrtek Toplice je eno izmed železniških postajališč v Sloveniji, ki je namenjeno predvsem obiskovalcem termalnega kompleksa Aqualuna severno od Podčetrtka.